# Calcio ai Giochi della XXVI Olimpiade - Torneo maschile

## Risultati

### Fase eliminatoria

#### Gruppo A
| Squadra     | P.ti | G | V | N | P | GF | GS | DR |
| ----------- | ---- | - | - | - | - | -- | -- | -- |
| Argentina   | 5    | 3 | 1 | 2 | 0 | 5  | 3  | +2 |
| Portogallo  | 5    | 3 | 1 | 2 | 0 | 4  | 2  | +2 |
| Stati Uniti | 4    | 3 | 1 | 1 | 1 | 4  | 4  | 0  |
| Tunisia     | 1    | 3 | 0 | 1 | 2 | 1  | 5  | -4 |

| Arbitro: | Pereira da Silva |

|                  |           |  |
| Martins 13’, 68’ | Marcatori |  |

| Arbitro: | Bouchardeau |

|          |           |                                     |
| Reyna 1’ | Marcatori | 26’ López G. 55’ Crespo 90’ Simeone |

| Arbitro: | Al Menhannah |

|            |           |                |
| Ortega 45’ | Marcatori | 70’ Nuno Gomes |

| Arbitro: | Dallas |

|                              |           |  |
| Kirovski 38’ Maisonneuve 90’ | Marcatori |  |

| Arbitro: | Un-prasert |

|           |           |             |
| Ortega 5’ | Marcatori | 74’ Mkacher |

| Arbitro: | Lennie |

|                 |           |                 |
| Maisonneuve 75’ | Marcatori | 33’ Paulo Alves |

#### Gruppo B
| Squadra        | P.ti | G | V | N | P | GF | GS | DR |
| -------------- | ---- | - | - | - | - | -- | -- | -- |
| Francia        | 7    | 3 | 2 | 1 | 0 | 5  | 2  | +3 |
| Spagna         | 7    | 3 | 2 | 1 | 0 | 5  | 3  | +2 |
| Australia      | 3    | 3 | 1 | 0 | 2 | 4  | 6  | -2 |
| Arabia Saudita | 0    | 3 | 0 | 0 | 3 | 2  | 5  | -3 |

| Arbitro: | Collina |

|           |           |  |
| Óscar 80’ | Marcatori |  |

| Arbitro: | Ruscio |

|                       |           |  |
| Pirès 11’ Maurice 74’ | Marcatori |  |

| Arbitro: | Un-prasert |

|               |           |           |
| Legwinski 38’ | Marcatori | 80’ Óscar |

| Arbitro: | Baharmast |

|                         |           |                 |
| Tsekenis 11’ Viduka 63’ | Marcatori | 37’ Al-Khilaiwi |

| Arbitro: | Dallas |

|                         |           |                |
| Raùl 40’, 90’ Santi 86’ | Marcatori | 3’, 12’ Vidmar |

| Arbitro: | Archundia |

|                                  |           |          |
| Maurice 20’ (rig.) Sibierski 49’ | Marcatori | 26’ Amin |

#### Gruppo C
| Squadra       | P.ti | G | V | N | P | GF | GS | DR |
| ------------- | ---- | - | - | - | - | -- | -- | -- |
| Messico       | 5    | 3 | 1 | 2 | 0 | 2  | 1  | +1 |
| Ghana         | 4    | 3 | 1 | 1 | 1 | 4  | 4  | 0  |
| Corea del Sud | 4    | 3 | 1 | 1 | 1 | 2  | 2  | 0  |
| Italia        | 3    | 3 | 1 | 0 | 2 | 4  | 5  | -1 |

| Arbitro: | Lennie |

|                           |           |  |
| Yoon Jong-Hwan 41’ (rig.) | Marcatori |  |

| Arbitro: | Dallas |

|              |           |  |
| Palencia 83’ | Marcatori |  |

| Birmingham 23 luglio 1996, ore 20:00 UTC-6 | Messico     | 0 – 0 referto | Corea del Sud | Legion Field\| Arbitro: \| Bouchardeau \| |
| Arbitro:                                   | Bouchardeau |               |               |                                           |

| Arbitro: | García-Aranda |

|                                  |           |                       |
| Saba 15’, 74’ Ahinful 63’ (rig.) | Marcatori | 8’, 44’ (rig.) Branca |

| Arbitro: | Pereira da Silva |

|             |           |             |
| Abundis 65’ | Marcatori | 44’ Ebenzer |

| Arbitro: | Ruscio |

|                 |           |                  |
| Branca 24’, 82’ | Marcatori | 62’ Lee Ki-Hyung |

#### Gruppo D
| Squadra  | P.ti | G | V | N | P | GF | GS | DR |
| -------- | ---- | - | - | - | - | -- | -- | -- |
| Brasile  | 6    | 3 | 2 | 0 | 1 | 4  | 2  | +2 |
| Nigeria  | 6    | 3 | 2 | 0 | 1 | 3  | 1  | +2 |
| Giappone | 6    | 3 | 2 | 0 | 1 | 4  | 4  | 0  |
| Ungheria | 0    | 3 | 0 | 0 | 3 | 3  | 7  | -4 |

| Arbitro: | Archundia |

|         |           |  |
| Ito 72’ | Marcatori |  |

| Arbitro: | Un-prasert |

|          |           |  |
| Kanu 44’ | Marcatori |  |

| Arbitro: | Al-Ghandour |

|                                    |           |           |
| Ronaldo 35’ Juninho 61’ Bebeto 84’ | Marcatori | 58’ Madar |

| Arbitro: | Collina |

|                                 |           |  |
| Babangida 82’ Okocha 90’ (rig.) | Marcatori |  |

| Arbitro: | Baharmast |

|             |           |  |
| Ronaldo 30’ | Marcatori |  |

| Arbitro: | Bouchardeau |

|                                      |           |                     |
| Maezono 39’ (rig.), 90+1’ Uemura 90’ | Marcatori | 2’ Sandor 48’ Madar |

### Fase ad eliminazione diretta
|  | Quarti di finale | Quarti di finale |           |         | Semifinali                | Semifinali                |  |  | Finale | Finale |
|  |                  |                  |           |         |                           |                           |  |  |        |        |
|  |                  |                  |           |         |                           |                           |  |  |        |        |
|  |                  |                  |           |         |                           |                           |  |  |        |        |
|  | 1A. Argentina    | 4                |           |         |                           |                           |  |  |        |        |
|  | 1A. Argentina    | 4                |           |         |                           |                           |  |  |        |        |
|  | 2B. Spagna       | 0                |           |         |                           |                           |  |  |        |        |
|  | 2B. Spagna       | 0                | Argentina | 2       |                           |                           |  |  |        |        |
|  |                  |                  | Argentina | 2       |                           |                           |  |  |        |        |
|  |                  | Portogallo       | 0         |         |                           |                           |  |  |        |        |
|  | 1B. Francia      | Portogallo       | 0         | 1       |                           |                           |  |  |        |        |
|  | 1B. Francia      |                  |           | 1       |                           |                           |  |  |        |        |
|  | 2A. Portogallo   | 2                |           |         |                           |                           |  |  |        |        |
|  | 2A. Portogallo   | 2                | Argentina | 2       |                           |                           |  |  |        |        |
|  |                  |                  | Argentina | 2       |                           |                           |  |  |        |        |
|  |                  | Nigeria          | 3         |         |                           |                           |  |  |        |        |
|  | 1C. Messico      | Nigeria          | 3         | 0       |                           |                           |  |  |        |        |
|  | 1C. Messico      |                  |           | 0       |                           |                           |  |  |        |        |
|  | 2D. Nigeria      | 2                |           |         |                           |                           |  |  |        |        |
|  | 2D. Nigeria      | 2                | Nigeria   | 4       | Finale per il terzo posto | Finale per il terzo posto |  |  |        |        |
|  |                  |                  | Nigeria   | 4       | Finale per il terzo posto | Finale per il terzo posto |  |  |        |        |
|  |                  | Brasile          | 3         |         |                           |                           |  |  |        |        |
|  | 1D. Brasile      | Brasile          | 3         | 4       | Portogallo                | 0                         |  |  |        |        |
|  | 1D. Brasile      |                  |           | 4       | Portogallo                | 0                         |  |  |        |        |
|  | 2C. Ghana        | 2                |           | Brasile | 5                         |                           |  |  |        |        |
|  | 2C. Ghana        | 2                |           |         | 5                         |                           |  |  |        |        |
|  |                  |                  |           |         |                           |                           |  |  |        |        |
|  |                  |                  |           |         |                           |                           |  |  |        |        |

#### Quarti di finale
| Arbitro: | Al-Ghandour |

|                                                   |           |  |
| Crespo 47’, 88’ Aranzábal 52’ (aut.) López C. 66’ | Marcatori |  |

| Arbitro: | Collina |

|             |           |                                     |
| Maurice 49’ | Marcatori | 71’ Nuno Capucho 105’ (rig.) Calado |

| Arbitro: | Al Mehannah |

|  |           |                            |
|  | Marcatori | 20’ Okocha 84’ Babayaro C. |

| Arbitro: | Un-prasert |

|                                              |           |                         |
| Dodoo 18’ (aut.) Ronaldo 56’, 62’ Bebeto 72’ | Marcatori | 23’ Akonnor 53’ Aboagye |

#### Semifinali
| Arbitro: | Baharmast |

|                 |           |  |
| Crespo 55’, 61’ | Marcatori |  |

| Arbitro: | García-Aranda |

|                                                         |           |                                     |
| Roberto Carlos 20’ (aut.) Ikpeba 78’ Kanu 90’, 94’ (gg) | Marcatori | 1’, 38’ Flávio Conceição 28’ Bebeto |

#### Finale per il 3º posto
| Arbitro: | Al-Ghandour |

|  |           |                                                      |
|  | Marcatori | 4’ Ronaldo 10’ Flávio Conceição 46’, 53’, 74’ Bebeto |

#### Finale per il 1º posto
| Arbitro: | Collina |

| |            | |
| López C. 3’ Crespo 50’ (rig.) | Marcatori  | 28’ Babayaro C. 74’ Amokachi 90’ Amunike |
| · Cavallero · Ayala · Chamot · Zanetti · 12’ Sensini · 58’ Morales · Almeyda · Bassedas · C. López · Crespo · Ortega · A disposizione: · Bossio · 58’ Simeone · Pineda · Paz · G. López · Delgado · Gallardo | Formazioni | · Dosu · Babayaro C. · West · Okechukwu · Oparaku 62’ · Babangida · Okocha 59’ · Oliseh 22’ · Kanu · Ikpeba 72’ · Amokachi · A disposizione: · Babayaro E. · Amunike 72’ · Oruma 62’ 70’ · Fatusi · Obafemi · Lawal 59’ · Obiekwu |
| Passarella | Allenatori | Bonfrère |

## Classifica finale
| -       | Squadra        | Formazione |
| ------- | -------------- | --- |
| Oro     | Nigeria        | Nigeria olimpica1 E. Babayaro, 2 C. Babayaro, 3 West, 4 Kanu, 5 Okechukwu, 6 Amunike, 7 Babangida, 8 Oruma, 9 Fatusi, 10 Okocha, 11 Ikpeba, 12 Obafemi, 13 Lawal, 14 Amokachi, 15 Oliseh, 16 Obiekwu, 17 Oparaku, 18 Dosu, CT: Bonfrère                                                 |
| Argento | Argentina      | Argentina olimpica1 Bossio, 2 Ayala, 3 Chamot, 4 Zanetti, 5 Almeyda, 6 Sensini, 7 C. López, 8 Simeone, 9 Crespo, 10 Ortega, 11 Morales, 12 Cavallero, 13 Pineda, 14 Paz, 15 Bassedas, 16 G. López, 17 Delgado, 18 Gallardo, CT: Passarella                                              |
| Bronzo  | Brasile        | Brasile olimpica1 Dida, 2 Zé Maria, 3 Aldair, 4 Ronaldo Guiaro, 5 Flávio Conceição, 6 Roberto Carlos, 7 Bebeto, 8 Amaral, 9 Juninho Paulista, 10 Rivaldo, 11 Sávio, 12 Danrlei, 13 Narciso, 14 André Luiz, 15 Zé Elias, 16 Marcelinho Paulista, 17 Luizão, 18 Ronaldo, CT: Zagallo      |
| 4.      | Portogallo     | Portogallo olimpica1 Costinha, 2 Kenedy, 3 Rui Bento, 4 Peixe, 5 Beto, 6 Andrade, 7 Dominguez, 8 Capucho, 9 Paulo Alves, 10 Afonso Martins, 11 Rui Jorge, 12 Nuno, 13 Vidigal, 14 Calado, 15 Nuno Gomes, 16 Porfírio, 17 Litos, 18 Dani, 20 Nuno Afonso, CT: Vingada                    |
| 5.      | Francia        | Francia olimpica1 Letizi, 2 Djetou, 3 Bonnissel, 4 Laville, 5 Moreau, 6 Vieira, 7 Makélélé, 8 Dhorasoo, 9 Maurice, 10 Sibierski, 11 Pirès, 12 Toyes, 13 Candela, 14 Dacourt, 15 Vairelles, 16 Fernandez, 17 Wiltord, 18 Legwinski, 20 Dieng, CT: Domenech                               |
| 6.      | Spagna         | Spagna olimpica1 Mora, 2 Mendieta, 3 Aranzábal, 4 Navarro, 5 Santi, 6 Óscar, 7 Raúl, 8 Roberto, 9 Corino, 10 José Ignacio, 11 Idiakez, 12 Karanka, 13 Aizkorreta, 14 Morientes, 15 de la Peña, 16 Lardín, 17 Sietes, 18 Dani, CT: Clemente                                              |
| 7.      | Messico        | Messico olimpica1 O. Sánchez, 2 Suárez, 3 Oteo, 4 Villa, 5 Davino, 6 Lara, 7 R. García, 8 Sol, 9 Campos, 10 L. García, 11 Blanco, 12 F. Sánchez, 13 Pardo, 14 Alvarado, 15 Arellano, 16 Alfaro, 17 Palencia, 18 Abundis, CT: de los Cobos                                               |
| 8.      | Ghana          | Ghana olimpica1 Kingson, 2 Nettey, 3 Welbeck, 4 Baidoo, 5 J. Addo, 6 Dodoo, 7 S. Kuffour, 8 Yahaya, 9 Ahinful, 10 Akonnor, 11 Duah, 12 Aboagye, 13 Kennedy, 14 Ebenezer, 15 Saba, 16 S. Addo, 17 E. Kuffour, 18 Amoako, CT: Arday                                                       |
| 9.      | Giappone       | Giappone olimpica1 Kawaguchi, 2 Shirai, 3 Suzuki, 4 Hironaga, 5 Tanaka, 6 Hattori, 7 Maezono, 8 Itō, 9 Jō, 10 Endō, 11 Morioka, 12 Uemura, 13 Matsuda, 14 Nakata, 15 Akiba, 16 Matsubara, 17 Michiki, 18 Shimoda, CT: Nishino                                                           |
| 10.     | Stati Uniti    | Stati Uniti olimpica1 Keller, 2 McKeon, 3 Walsh, 4 Pope, 5 Peay, 6 Lalas, 7 Baba, 8 Kirovski, 9 Wood, 10 Reyna, 11 Joseph, 12 Pollard, 13 Hejduk, 14 Maisonneuve, 15 Vargas, 16 Smith, 17 Silvera, 18 Snitko, CT: Arena                                                                 |
| 11.     | Corea del Sud  | Corea del Sud olimpica1 Seo D.M., 2 Park C.K., 3 Choi S.Y., 4 Lee S.H., 5 Lee K.S., 6 Lee K.H., 7 Lee W.Y., 8 Yoon J.H., 9 Chung S.N., 10 Choi Y.S., 11 Lee W.S., 12 Lee D.H., 13 Kim H.S., 14 Kim S.H., 15 Lee L.S., 16 Choi Y.Y., 17 Ha S.J., 18 Hwang S.H., 19 Lee K.C., CT: Byšovec |
| 12.     | Italia         | Italia olimpica1 Pagliuca, 2 Panucci, 3 Nesta, 4 Cannavaro, 5 Galante, 6 Fresi, 7 Ametrano, 8 Crippa, 9 Branca, 10 Brambilla, 11 Delvecchio, 12 Buffon, 13 Pistone, 14 Tommasi, 15 Pecchia, 16 Morfeo, 17 Lucarelli, 18 Bernardini, 19 Sartor, CT: Maldini                              |
| 13.     | Australia      | Australia olimpica1 Juric, 2 Lozanovski, 3 Moric, 4 Babic, 5 Muscat, 6 Horvat, 7 Tsekenis, 8 Corica, 9 Viduka, 10 Vidmar, 11 Tiatto, 12 Spiteri, 13 Foxe, 14 Agostino, 15 Casserly, 16 Enes, 17 Aloisi, 18 Petkovic, CT: Thomson                                                        |
| 14.     | Tunisia        | Tunisia olimpica1 El Ouaer, 2 Ben Younes, 3 Baccouche, 4 Badra, 5 Mkacher, 6 Chouchane, 7 Kanzari, 8 Baya, 9 Gabsi, 10 Ghodhbane, 11 Sellimi, 12 Bokri, 13 Bouazizi, 14 Jaballah, 15 Jaïdi, 16 Baba, 17 Ben Chrouda, 18 Ben Slimane, CT: Kasperczak                                     |
| 15.     | Arabia Saudita | Arabia Saudita olimpica1 Al-Sadiq, 2 Al-Jahani, 3 Al-Waked, 4 Al-Khilaiwi, 5 Zubromawi, 6 Amin, 7 Al-Zahrani, 8 Sulaimani, 9 Idris, 10 Al-Harbi, 11 Al-Dosari, 12 Al-Masaari, 13 Al-Rashaid, 14 Al-Karni, 15 Al-Marzouk, 16 Al-Owairan, 17 Sifeen, 18 Al-Mugren, CT: Wortmann           |
| 16.     | Ungheria       | Ungheria olimpica1 Szűcs, 2 Hrutka, 3 Sebők, 4 Mátyus, 5 Pető, 6 Lendvai, 7 Dombi, 8 Sándor, 9 Szanyó, 10 Lisztes, 11 Egressy, 12 Molnár, 13 Madar, 14 Zavadszky, 15 Preisinger, 16 Szatmári, 17 Dragóner, 18 Sáfár, 19 Herczeg, 21 Bükszegi, CT: Dunai                                 |

## Classifica marcatori
6 reti
- Crespo (1 rigore)
- Bebeto

5 reti
- Ronaldo

4 reti
- Branca (1 rigore)

3 reti
- Flávio Conceição
- Maurice (1 rigore)
- Kanu

2 reti
- López C.
- Ortega
- Vidmar
- Saba
- Maezono (1 rigore)
- Babayaro C.
- Okocha (1 rigore)
- Martins
- Raùl
- Óscar
- Maisonneuve
- Madar

1 rete
- Al-Khilaiwi
- Amin
- López G.
- Simeone
- Tsekenis
- Viduka
- Juninho
- Lee Ki-Hyung
- Yoon Jong-Hwan (1 rigore)
- Legwinski
- Pirès
- Sibierski
- Aboagye
- Ahinful (1 rigore)
- Akonnor
- Ebenezer
- Ito
- Uemura
- Abundis
- Palencia

- Amokachi
- Amuneke
- Babangida
- Ikpeba
- Calado (1 rigore)
- Nuno Capucho
- Nuno Gomes
- Paulo Alves
- Santi
- Kirovski
- Reyna
- Sandor
- Mkacher

Autoreti
- Roberto Carlos (1)
- Dodoo (1)
- Aranzábal (1)